# Košolná

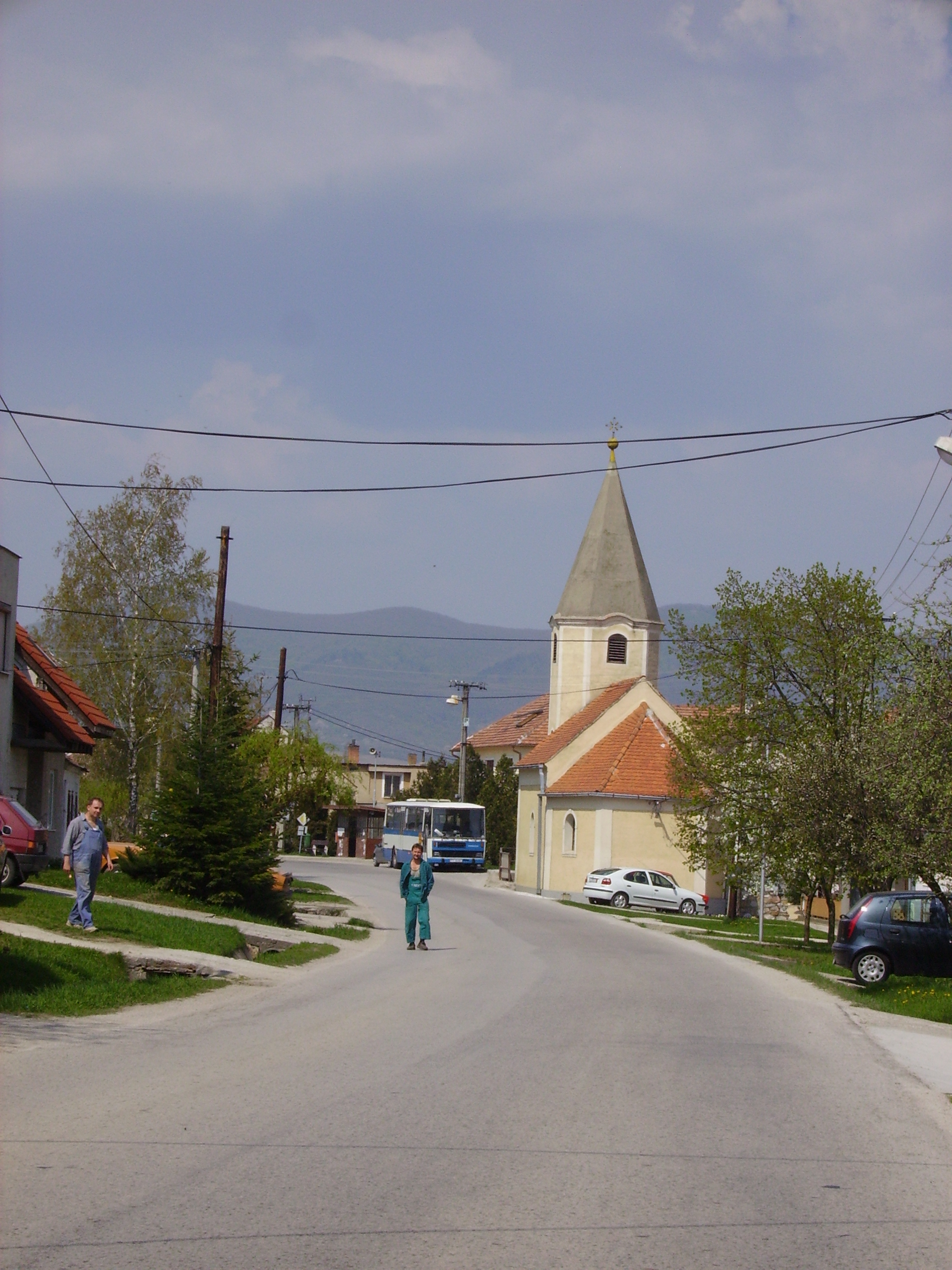
Košolná

Košolná (Hongaars: Gósfalva) is een Slowaakse gemeente in de regio Trnava, en maakt deel uit van het district Trnava.
Košolná telt 752 inwoners.